# Gabara minorata
Gabara minorata là một loài bướm đêm trong họ Erebidae.